# Алексеевское сельское поселение (Сараевский район)
Алексеевское се́льское поселе́ние — муниципальное образование в Сараевском районе Рязанской области Российской Федерации.
Административный центр — село Алексеевка.

## История
Статус и границы сельского поселения установлены Законом Рязанской области от 7 октября 2004 года № 94-ОЗ «О наделении муниципального образования - Сараевский район статусом муниципального района, об установлении его границ и границ муниципальных образований, входящих в его состав»

## Население
| 2010 | 2012 | 2013 | 2014 | 2015 | 2016 | 2017 |
| ---- | ---- | ---- | ---- | ---- | ---- | ---- |
| 742  | ↘720 | ↘716 | ↘705 | ↘680 | ↘660 | ↘635 |
| 2018 | 2019 | 2020 | 2021 |      |      |      |
| ↘632 | ↘613 | ↘582 | ↗708 |      |      |      |

## Состав сельского поселения
| №  | Населённый пункт         | Тип населённого пункта       | Население |
| -- | ------------------------ | ---------------------------- | --------- |
| 1  | Алексеевка               | село, административный центр | ↘265      |
| 2  | Андреевка                | деревня                      | ↘78       |
| 3  | Андриановка              | деревня                      | 5         |
| 4  | Барышовка                | деревня                      | 0         |
| 5  | Владимиро-Константиновка | деревня                      | 6         |
| 6  | Дмитриевка               | деревня                      | 1         |
| 7  | Заря                     | посёлок                      | 47        |
| 8  | Калиновка                | деревня                      | 45        |
| 9  | Кобяковка                | деревня                      | ↘6        |
| 10 | Константиновка           | деревня                      | 2         |
| 11 | Ленинка                  | посёлок                      | 2         |
| 12 | Малиновка                | посёлок                      | 4         |
| 13 | Отрада                   | посёлок                      | 0         |
| 14 | Петровка                 | деревня                      | 4         |
| 15 | Поволжье                 | посёлок                      | 0         |
| 16 | Прогресс                 | посёлок                      | 0         |
| 17 | Романовка                | деревня                      | 0         |
| 18 | Садовка                  | деревня                      | 2         |
| 19 | Свердловка               | деревня                      | 3         |
| 20 | Троицкое                 | село                         | ↘243      |
| 21 | Федоровка                | деревня                      | 27        |
| 22 | Хуторовка                | деревня                      | 3         |
| 23 | Ягодка                   | посёлок                      | 0         |